# USS 엔터프라이즈 (NCC-1701-J)
'USS 엔터프라이즈ㅣ(The USS Enterprise NCC-1701-J)는 26세기경(우주력 230698.52) 취역한 유니버스(Universe)급 계열의 함선으로 대부분의 정보가 알려진 바 없다.
다만, 이 때쯤 되면 워프 10의 한계가 깨지게 되어 워프 10으로 갈 수 있게 된다. 또한, 워프 단위가 아닌 새로운 단위 '양자 드라이브(QV; Quantum Vehicle)' 체계를 도입하게 되고, 양자 드라이브 7을 워프 10으로 한다. 따라서 순항 속도인 양자 드라이브 5는 워프 7과 같다. 길이는 3,210m이며, 승무원 수는 최소 825명에서 최대 2000명이다. 또한 내부가 매우 크기 때문에 함내 이동은 단거리 전송기를 이용해야 하며, 승무원의 교육과 복지가 매우 활성화되어 내부에 최소 2개 이상의 대학교가 존재할 정도로 활성화되었다고 한다.
조나단 아처가 함장으로 있었던 2151년에서 대략 400년 후의 시간에서 취역하였고, 프로시온 V 행성에서의 전투에 참전, 승리하였다고 하며, 파충류인(人) 진디(Xindi) 승무원이 있다고 한다. 이외에는 알려진 바 없다.

## 장교
1. 함장
  1. 제독 : 제프리 포들로
  2. 함장 : 로빈 모건 베이츤
2. 기관장 : 도나단 레이놀드
3. 전술 장교 : 이언 룬